# Saison NBA 1997-1998
Navigation
Saison 1996-1997 Saison 1998-1999
La saison NBA 1997-1998 est la 49e saison de la NBA (la 52e en comptant les 3 saisons BAA). Les Bulls de Chicago remportent le titre NBA en battant en Finale le Jazz de l'Utah par 4 victoires à 2. Les Bulls réalisent leur deuxième triplé consécutif dans les années 1990.

## Faits notables
- Le NBA All-Star Game 1998 s'est déroulé au Madison Square Garden à New York, où les All-Star de l'Est ont vaincu les All-Star de l'Ouest sur le score de 135 à 114. Michael Jordan fut élu Most Valuable Player.
- Les Bullets de Washington sont renommés en Wizards de Washington. Ils commencent la saison à l'US Airways Arena, puis en décembre, ils jouent leur première rencontre au MCI Center, devenu depuis le Verizon Center.
- À cause de la destruction de l'Omni et la construction de la Philips Arena, les Hawks d'Atlanta évoluent entre le Georgia Tech's Alexander Coliseum et le Georgia Dome.
- Deux nouveaux records sont battus lors du Game 3 des Finales NBA : le plus grand écart entre deux équipes (42 points) et le plus petit nombre de points inscrits par une équipe (le Jazz de l'Utah) lors de Finales NBA.
- Michael Jordan dépasse Kareem Abdul-Jabbar au total de nombre de points inscrits en playoffs.
- Michael Jordan annonce qu'il se retire du basket-ball pour la deuxième fois de sa carrière. C'est sa dernière saison avec les Bulls.
- Tim Duncan fait partie de la All NBA First Team  dès sa première saison en NBA
- 10e et dernier titre de meilleur marqueur NBA pour Michael Jordan
- Dennis Rodman remporte son 7e et dernier titre consécutif de meilleur rebondeur NBA, et améliore son record qu'il avait battu l'année précédente.
- Dikembe Mutombo devient le premier joueur de l'histoire à compter trois titres de NBA Defensive Player of the Year.
- Violet Palmer et Dee Kantner sont recrutées comme arbitre à temps plein. Violet Palmer est la première femme à officier lors d'un match NBA, le 31 octobre 1997, lors de la rencontre d'ouverture de la saison opposant les Grizzlies de Vancouver aux Mavericks de Dallas[1].

## Classements de la saison régulière
| Champion de division | Qualifié pour les playoffs | Non qualifié pour les playoffs |

### Par division
| Division Atlantique   | V  | D  | PCT  | GB |
| --------------------- | -- | -- | ---- | -- |
| Heat de Miami         | 55 | 27 | 67.1 | -  |
| Knicks de New York    | 43 | 39 | 52.4 | 12 |
| Nets du New Jersey    | 43 | 39 | 52.4 | 12 |
| Wizards de Washington | 42 | 40 | 51.2 | 13 |
| Magic d'Orlando       | 41 | 41 | 50.0 | 14 |
| Celtics de Boston     | 36 | 46 | 43.9 | 19 |
| 76ers de Philadelphie | 31 | 51 | 37.8 | 24 |

| Division Centrale      | V  | D  | PCT  | GB |
| ---------------------- | -- | -- | ---- | -- |
| Bulls de Chicago C     | 62 | 20 | 75.6 | -  |
| Pacers de l'Indiana    | 58 | 24 | 70.7 | 4  |
| Hornets de Charlotte   | 51 | 31 | 62.2 | 11 |
| Hawks d'Atlanta        | 50 | 32 | 61.0 | 12 |
| Cavaliers de Cleveland | 47 | 35 | 57.3 | 15 |
| Pistons de Détroit     | 37 | 45 | 45.1 | 25 |
| Bucks de Milwaukee     | 36 | 46 | 43.9 | 26 |
| Raptors de Toronto     | 16 | 66 | 19.5 | 46 |

| Division Midwest          | V  | D  | PCT  | GB |
| ------------------------- | -- | -- | ---- | -- |
| Jazz de l'Utah            | 62 | 20 | 75.6 | -  |
| Spurs de San Antonio      | 56 | 26 | 68.3 | 6  |
| Timberwolves du Minnesota | 45 | 37 | 54.9 | 17 |
| Rockets de Houston        | 41 | 41 | 50.0 | 21 |
| Mavericks de Dallas       | 20 | 62 | 24.4 | 42 |
| Grizzlies de Vancouver    | 19 | 63 | 23.2 | 43 |
| Nuggets de Denver         | 11 | 71 | 13.4 | 51 |

| Division Pacifique        | V  | D  | PCT  | GB |
| ------------------------- | -- | -- | ---- | -- |
| Supersonics de Seattle    | 61 | 21 | 74.4 | -  |
| Lakers de Los Angeles     | 61 | 21 | 74.4 | -  |
| Suns de Phoenix           | 56 | 26 | 68.3 | 5  |
| Trail Blazers de Portland | 46 | 36 | 56.1 | 15 |
| Kings de Sacramento       | 27 | 55 | 32.9 | 34 |
| Warriors de Golden State  | 19 | 63 | 23.2 | 42 |
| Clippers de Los Angeles   | 17 | 65 | 20.7 | 44 |

### Par conférence
| Conférence Est | Conférence Est         | Conférence Est | Conférence Est | Conférence Est |
| No             | Franchise              | Vic.           | Déf.           | PCT            |
| -------------- | ---------------------- | -------------- | -------------- | -------------- |
| 1              | Bulls de Chicago C     | 62             | 20             | 75.6           |
| 2              | Heat de Miami          | 55             | 27             | 67.1           |
| 3              | Pacers de l'Indiana    | 58             | 24             | 70.7           |
| 4              | Hornets de Charlotte   | 51             | 31             | 62.2           |
| 5              | Hawks d'Atlanta        | 50             | 32             | 61.0           |
| 6              | Cavaliers de Cleveland | 47             | 35             | 57.3           |
| 7              | Knicks de New York     | 43             | 39             | 52.4           |
| 8              | Nets du New Jersey     | 43             | 39             | 52.4           |
|                |                        |                |                |                |
| 9              | Wizards de Washington  | 42             | 40             | 51.2           |
| 10             | Magic d'Orlando        | 41             | 41             | 50.0           |
| 11             | Pistons de Détroit     | 37             | 45             | 45.1           |
| 12             | Celtics de Boston      | 36             | 46             | 43.9           |
| 12             | Bucks de Milwaukee     | 36             | 46             | 43.9           |
| 14             | 76ers de Philadelphie  | 31             | 51             | 37.8           |
| 15             | Raptors de Toronto     | 16             | 66             | 19.5           |

| Conférence Ouest | Conférence Ouest          | Conférence Ouest | Conférence Ouest | Conférence Ouest |
| No               | Franchise                 | Vic.             | Déf.             | PCT              |
| ---------------- | ------------------------- | ---------------- | ---------------- | ---------------- |
| 1                | Jazz de l'Utah            | 62               | 20               | 75.6             |
| 2                | Supersonics de Seattle    | 61               | 21               | 74.4             |
| 3                | Lakers de Los Angeles     | 61               | 21               | 74.4             |
| 4                | Suns de Phoenix           | 56               | 26               | 68.3             |
| 5                | Spurs de San Antonio      | 56               | 26               | 68.3             |
| 6                | Trail Blazers de Portland | 46               | 36               | 56.1             |
| 7                | Timberwolves du Minnesota | 45               | 37               | 54.9             |
| 8                | Rockets de Houston        | 41               | 41               | 50.0             |
|                  |                           |                  |                  |                  |
| 9                | Kings de Sacramento       | 27               | 55               | 32.9             |
| 10               | Mavericks de Dallas       | 20               | 62               | 24.4             |
| 11               | Grizzlies de Vancouver    | 19               | 63               | 23.2             |
| 11               | Warriors de Golden State  | 19               | 63               | 23.2             |
| 13               | Clippers de Los Angeles   | 17               | 65               | 20.7             |
| 14               | Nuggets de Denver         | 11               | 71               | 13.4             |

C - Champions NBA

## Playoffs
|  | 1er tour         | 1er tour                  | 1er tour               |   |                        | Demi-finales de Conférence | Demi-finales de Conférence | Demi-finales de Conférence |  |   | Finales de Conférence | Finales de Conférence | Finales de Conférence |  |    | Finales NBA      | Finales NBA | Finales NBA |
|  |                  |                           |                        |   |                        |                            |                            |                            |  |   |                       |                       |                       |  |    |                  |             |             |
|  | 1                | Bulls de Chicago          | 3                      |   |                        |                            |                            |                            |  |   |                       |                       |                       |  |    |                  |             |             |
|  | 8                | New Jersey Nets           | 0                      |   |                        |                            |                            |                            |  |   |                       |                       |                       |  |    |                  |             |             |
|  | 8                | New Jersey Nets           | 0                      |   | 1                      | Bulls de Chicago           | 4                          |                            |  |   |                       |                       |                       |  |    |                  |             |             |
|  |                  |                           |                        |   | 1                      | Bulls de Chicago           | 4                          |                            |  |   |                       |                       |                       |  |    |                  |             |             |
|  |                  | 4                         | Charlotte Hornets      | 1 |                        |                            |                            |                            |  |   |                       |                       |                       |  |    |                  |             |             |
|  | 4                | 4                         | Charlotte Hornets      | 1 | Charlotte Hornets      | 3                          |                            |                            |  |   |                       |                       |                       |  |    |                  |             |             |
|  | 4                |                           |                        |   | Charlotte Hornets      | 3                          |                            |                            |  |   |                       |                       |                       |  |    |                  |             |             |
|  | 5                | Hawks d'Atlanta           | 1                      |   |                        |                            |                            |                            |  |   |                       |                       |                       |  |    |                  |             |             |
|  | 5                | Hawks d'Atlanta           | 1                      |   |                        |                            |                            |                            |  | 1 | Bulls de Chicago      | 4                     |                       |  |    |                  |             |             |
|  | Conférence Est   |                           |                        |   |                        |                            |                            |                            |  | 1 | Bulls de Chicago      | 4                     |                       |  |    |                  |             |             |
|  |                  | 3                         | Pacers de l'Indiana    | 3 |                        |                            |                            |                            |  |   |                       |                       |                       |  |    |                  |             |             |
|  | 3                | 3                         | Pacers de l'Indiana    | 3 | Pacers de l'Indiana    | 3                          |                            |                            |  |   |                       |                       |                       |  |    |                  |             |             |
|  | 3                |                           |                        |   | Pacers de l'Indiana    | 3                          |                            |                            |  |   |                       |                       |                       |  |    |                  |             |             |
|  | 6                | Cavaliers de Cleveland    | 1                      |   |                        |                            |                            |                            |  |   |                       |                       |                       |  |    |                  |             |             |
|  | 6                | Cavaliers de Cleveland    | 1                      |   | 3                      | Pacers de l'Indiana        | 4                          |                            |  |   |                       |                       |                       |  |    |                  |             |             |
|  |                  |                           |                        |   | 3                      | Pacers de l'Indiana        | 4                          |                            |  |   |                       |                       |                       |  |    |                  |             |             |
|  |                  | 7                         | Knicks de New York     | 1 |                        |                            |                            |                            |  |   |                       |                       |                       |  |    |                  |             |             |
|  | 2                | 7                         | Knicks de New York     | 1 | Heat de Miami          | 2                          |                            |                            |  |   |                       |                       |                       |  |    |                  |             |             |
|  | 2                |                           |                        |   | Heat de Miami          | 2                          |                            |                            |  |   |                       |                       |                       |  |    |                  |             |             |
|  | 7                | Knicks de New York        | 3                      |   |                        |                            |                            |                            |  |   |                       |                       |                       |  |    |                  |             |             |
|  | 7                | Knicks de New York        | 3                      |   |                        |                            |                            |                            |  |   |                       |                       |                       |  | E1 | Bulls de Chicago | 4           |             |
|  |                  |                           |                        |   |                        |                            |                            |                            |  |   |                       |                       |                       |  | E1 | Bulls de Chicago | 4           |             |
|  |                  | O1                        | Jazz de l'Utah         | 2 |                        |                            |                            |                            |  |   |                       |                       |                       |  |    |                  |             |             |
|  | 1                | O1                        | Jazz de l'Utah         | 2 | Jazz de l'Utah         | 3                          |                            |                            |  |   |                       |                       |                       |  |    |                  |             |             |
|  | 1                |                           |                        |   | Jazz de l'Utah         | 3                          |                            |                            |  |   |                       |                       |                       |  |    |                  |             |             |
|  | 8                | Rockets de Houston        | 2                      |   |                        |                            |                            |                            |  |   |                       |                       |                       |  |    |                  |             |             |
|  | 8                | Rockets de Houston        | 2                      |   | 1                      | Jazz de l'Utah             | 4                          |                            |  |   |                       |                       |                       |  |    |                  |             |             |
|  |                  |                           |                        |   | 1                      | Jazz de l'Utah             | 4                          |                            |  |   |                       |                       |                       |  |    |                  |             |             |
|  |                  | 5                         | Spurs de San Antonio   | 1 |                        |                            |                            |                            |  |   |                       |                       |                       |  |    |                  |             |             |
|  | 4                | 5                         | Spurs de San Antonio   | 1 | Suns de Phoenix        | 1                          |                            |                            |  |   |                       |                       |                       |  |    |                  |             |             |
|  | 4                |                           |                        |   | Suns de Phoenix        | 1                          |                            |                            |  |   |                       |                       |                       |  |    |                  |             |             |
|  | 5                | Spurs de San Antonio      | 3                      |   |                        |                            |                            |                            |  |   |                       |                       |                       |  |    |                  |             |             |
|  | 5                | Spurs de San Antonio      | 3                      |   |                        |                            |                            |                            |  | 1 | Jazz de l'Utah        | 4                     |                       |  |    |                  |             |             |
|  | Conférence Ouest |                           |                        |   |                        |                            |                            |                            |  | 1 | Jazz de l'Utah        | 4                     |                       |  |    |                  |             |             |
|  |                  | 3                         | Lakers de Los Angeles  | 0 |                        |                            |                            |                            |  |   |                       |                       |                       |  |    |                  |             |             |
|  | 3                | 3                         | Lakers de Los Angeles  | 0 | Lakers de Los Angeles  | 3                          |                            |                            |  |   |                       |                       |                       |  |    |                  |             |             |
|  | 3                |                           |                        |   | Lakers de Los Angeles  | 3                          |                            |                            |  |   |                       |                       |                       |  |    |                  |             |             |
|  | 6                | Portland TrailBlazers     | 1                      |   |                        |                            |                            |                            |  |   |                       |                       |                       |  |    |                  |             |             |
|  | 6                | Portland TrailBlazers     | 1                      |   | 3                      | Lakers de Los Angeles      | 4                          |                            |  |   |                       |                       |                       |  |    |                  |             |             |
|  |                  |                           |                        |   | 3                      | Lakers de Los Angeles      | 4                          |                            |  |   |                       |                       |                       |  |    |                  |             |             |
|  |                  | 2                         | SuperSonics de Seattle | 1 |                        |                            |                            |                            |  |   |                       |                       |                       |  |    |                  |             |             |
|  | 2                | 2                         | SuperSonics de Seattle | 1 | SuperSonics de Seattle | 3                          |                            |                            |  |   |                       |                       |                       |  |    |                  |             |             |
|  | 2                |                           |                        |   | SuperSonics de Seattle | 3                          |                            |                            |  |   |                       |                       |                       |  |    |                  |             |             |
|  | 7                | Timberwolves du Minnesota | 2                      |   |                        |                            |                            |                            |  |   |                       |                       |                       |  |    |                  |             |             |

## Leaders de la saison régulière
| Catégorie                      | Joueur           | Equipe                 | Stat   |
| ------------------------------ | ---------------- | ---------------------- | ------ |
| Points par match               | Michael Jordan   | Bulls de Chicago       | 28.7   |
| Rebonds par match              | Dennis Rodman    | Bulls de Chicago       | 15.0   |
| Assists par match              | Rod Strickland   | Wizards de Washington  | 10.5   |
| Steals par match               | Mookie Blaylock  | Hawks d'Atlanta        | 2.6    |
| Blocks par match               | Marcus Camby     | Raptors de Toronto     | 3.7    |
| Pourcentage aux tirs           | Shaquille O'Neal | Lakers de Los Angeles  | 58,4 % |
| Pourcentage à 3 points         | Dale Ellis       | Supersonics de Seattle | 46,4 % |
| Pourcentage aux lancers-francs | Chris Mullin     | Pacers de l'Indiana    | 93,9 % |

## Récompenses individuelles
- Most Valuable Player : Michael Jordan, Bulls de Chicago
- Rookie of the year : Tim Duncan, Spurs de San Antonio
- Defensive Player of the Year : Dikembe Mutombo, Hawks d'Atlanta
- Sixth Man of the Year : Danny Manning, Suns de Phoenix
- Most Improved Player : Alan Henderson, Hawks d'Atlanta
- Coach of the Year : Larry Bird, Pacers de l'Indiana
- Executive of the Year :  Wayne Embry, Cavaliers de Cleveland
- NBA Sportsmanship Award : Avery Johnson, Spurs de San Antonio
- J.Walter Kennedy Sportsmanship Award : Steve Smith, Hawks d'Atlanta

- All-NBA First Team
  - F - Tim Duncan, Spurs de San Antonio
  - F - Karl Malone, Jazz de l'Utah
  - C - Shaquille O'Neal, Lakers de Los Angeles
  - G - Gary Payton, Supersonics de Seattle
  - G - Michael Jordan, Bulls de Chicago

- All-NBA Second Team :
  - F - Vin Baker, Supersonics de Seattle
  - F - Grant Hill, Pistons de Détroit
  - C - David Robinson, Spurs de San Antonio
  - G - Tim Hardaway, Heat de Miami
  - G - Rod Strickland, Wizards de Washington

- All-NBA Third Team :
  - F - Scottie Pippen, Bulls de Chicago
  - F - Glen Rice, Hornets de Charlotte
  - C - Dikembe Mutombo, Hawks d'Atlanta
  - G - Mitch Richmond, Wizards de Washington
  - G - Reggie Miller, Pacers de l'Indiana

- NBA All-Defensive First Team :
  - F - Scottie Pippen, Bulls de Chicago
  - F - Karl Malone, Jazz de l'Utah
  - C - Dikembe Mutombo, Hawks d'Atlanta
  - G - Gary Payton, Supersonics de Seattle
  - G - Michael Jordan, Bulls de Chicago

- NBA All-Defensive Second Team :
  - F - Charles Oakley, Knicks de New York
  - F - Tim Duncan, Spurs de San Antonio
  - C - David Robinson, Spurs de San Antonio
  - G - Eddie Jones, Lakers de Los Angeles
  - G - Mookie Blaylock, Hawks d'Atlanta

- NBA All-Rookie First Team :
  - Tim Duncan, Spurs de San Antonio
  - Keith Van Horn, Nets du New Jersey
  - Žydrūnas Ilgauskas, Cavaliers de Cleveland
  - Ron Mercer, Celtics de Boston
  - Brevin Knight, Cavaliers de Cleveland

- NBA All-Rookie Second Team :
  - Maurice Taylor, Los Angeles Clippers
  - Cedric Henderson, Cavaliers de Cleveland
  - Tim Thomas, 76ers de Philadelphie
  - Bobby Jackson, Nuggets de Denver
  - Derek Anderson, Cavaliers de Cleveland

- MVP des Finales : Michael Jordan, Bulls de Chicago